# Ysterberg
Der Ysterberg ist ein markanter Berg in Namibia mit einer Höhe von 1133 m. Der Berg liegt östlich der B1, rund 48 km südlich von Grünau (Namibia) und rund 60 km westlich von Karasburg.